# William Muñoz
William Muñoz  (Rionegro (Santander), 17 de janeiro de 1994) é um ciclista profissional colombiano. Actualmente corre para a equipa colombiana de categoria continental a Coldeportes Bicicletas Strongman.

## Palmarés em estrada
2015
- 1 etapa da Clássica Cidade de Soacha[1]

2016
- 1 etapa da Clássica Cidade de Soacha

2018
- Grande Prêmio FECOCI
- 1 etapa da clássica cidade de Aguazul

2019
- 1 etapa da Volta à Colômbia

## Palmarés em pista
2018
- Campeonato da Colômbia de Ciclismo em Pista
  -  Medalha de Ouro em Ómnium

## Equipas
- Depredadores Team Chetumal (2013)
- Bicicletas Strongman (2016-)
  - Strongman Campagnolo Wilier (2016)
  - Bicicletas Strongman (2017)
  - Coldeportes Bicicletas Strongman (2018-)